# 何采
何采（1626年—1701年），字敬與，號省齋，江南桐城（今安徽）人，清初政治人物，進士出身。

## 生平
順治六年（1649年），己丑科登進士，選庶吉士。散館後授翰林院編修，官至侍讀。

## 家族
祖父何如寵，明左柱国少傅兼太子太傅、吏部尚书、中极殿大学士，謚文端。父何應璜。
配兵部尚书张秉贞女，诰赠宜人。继配山东布政使刘尚志孙女，诰赠宜人，子二：彦国、持国。副室张氏。副室丘氏，女三：长适御史方亨咸子；次适兵备副使彭爌子；三适兴化府同知吴调元子。